# Šupinonožka nosatá
Šupinonožka nosatá (Delma nasuta) je beznohý ještěr s hadovitým tělem dlouhý cca 30 cm včetně 22 cm dlouhého ocasu.

## Areál rozšíření
Písečné a kamenité pouště a suchý buš v západní a severozápadní Austrálii.

## Popis
Šupinonožka nosatá se vyznačuje štíhlým tělem a výrazně hadovitým pohybem. Tito ještěři připomínají drobné australské korálovcovité hady. Na lov hmyzu a malých ještěrů vylézají ve dne i v noci, avšak jedinci obývající vyprahlé středoaustralské pouště jsou výhradně noční. Droboučké, ale pohyblivé pozůstatky zadních končetin bývají většinou přitisknuty k tělu. Samice kladou 2 vejce.